# Philip Jones Griffiths
Philip Jones Griffiths (n. 18 februarie 1936, Rhuddlan (Denbighshire), Regatul Unit - d. 19 martie 2008) a fost un fotograf galez.
Celebrul fotoreporter Philip Jones Griffiths este cunoscut mai ales datorită fotoreportajelor efectuate în timpul războiului din Vietnam. Pe lângă demnitatea în suferință, care apare ca notă distinctivă în cele mai multe fotoreportaje de război, din imaginile fotografului răzbate furia.
De origine galeză, Griffiths a urmat studii de farmacie, la absolvirea cărora a lucrat în cadrul uneia din cele mai mari rețele de distribuție de medicamente din Marea Britanie, Boot The Chemist. În paralel, făcea fotografii pentru ziarul Manchester Guardian. În 1961 se dedică integral fotografiei, lucrând freelencer cu contract pentru The Observator și The Sundaz Times. Primele succese de notorietate le înregistrează în 1962. Fotoreporterul, pe atunci în vîrstă de 25 de ani, a traversat Munții Atlas alături de soldați ai organizației Front de Liberation Nationale din Algeria, în conflict cu forțele coloniale franceze, devenind primul fotograf care a documentat viața acestei grupări. The Observator a alocat imaginilor lui Griffiths o întreagă pagină, fapt fără precedent în presa britanică.
Griffiths a lucrat apoi pentru The Sundaz Times Colour Section, lansat în 1962, iar apoi pentru The Observator și Dailz Telegraph, în 1964. În paralel, a colaborat cu periodicele americane Life și Colliers Magazine. În 1965 se alătură agenției Magnum, pentru care avea să se deplaseze în Vietnam. Reușind să documenteze vizita la templul Angkor din Cambogia a Jacquelinei Kennedy și a lordului Harlech, pe banii obținuți din acest reportaj a reușit să-și susțină șederea mai departe în Vietnam.

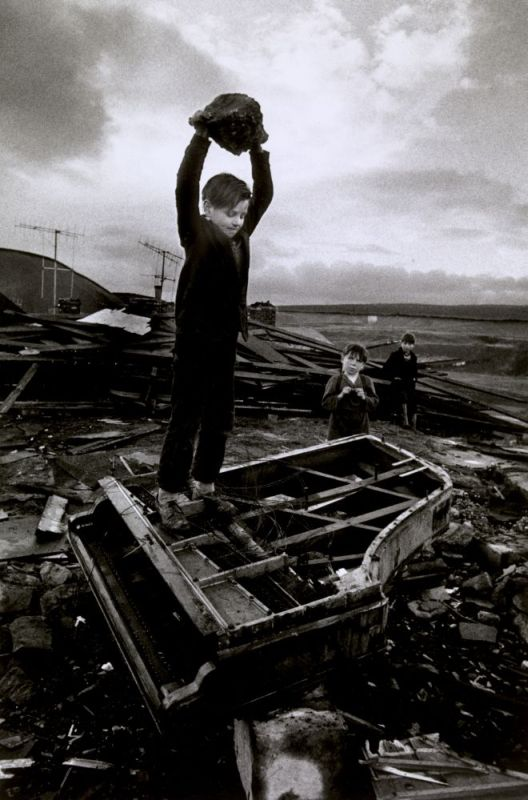
Boy destroying piano, 1961

Imaginile lui Griffiths vor fi prea dure chiar pentru Magnum, pe o piață dominantă de trusturile de presă americane, dar vor pune compune un album ce devine paradigmă a fotojurnalismului mondial, "Vietnam Inc." ,(1971). Impactul acestuia a fost intens, cu atât mai mult cu cât Griffterhs a lucrat în deplină discreție. Președintele Vietnamului de Sud, Nguyer Van Thieu, spunea: "Sunt mulți indivizi pe care nu vreau să-i mai văd în țara mea, dar vă asigur că numele domnului Griffiths e cap de listă."
Textele ce însoțesc fotografiile sunt laconice și tăioase: "Generalul Kinnard din Corpul 1 Cavalerie a declarat: M-am gândit că am putea indentifica după cearcănele guerilele, care lucrează ca fermieri ziua și combatanți noaptea. Nu se știe câți oameni au fost împușcați pentru că au căscat."
Griffiths admitea că a dezvoltat cu timpul o afecțiune pentru vietnamezi, deoarece credea că recunoaște în ochii țăranilor privirea rurală a Țării Galilor, "unde îți petreci cea mai mare parte a timpului discutând, privind și încercând să înțelegi lucrurile".
Vietnamul avea să fie mai fie subiectul altor două lucrări semnate Griffiths, la aproape 30 de ani de la încheierea acestuia: "Vietnam at Peace" (2005) și "Agent Orange" (2003) despre efectele în timp ale erbicidului folosit în timpul conflictului.
Philip Jones Griffiths a murit la vârsta de 72 de ani.